# Jean-Claude Martinez
Jean-Claude Martinez (* 30. Juli 1945 in Sète) ist Professor für Staatsrecht und Autor mehrerer Bücher über das Finanzrecht. Er war Vizepräsident des französischen Front National und Mitglied des Europäischen Parlaments.
Nachdem er seine Agrégation in Rechts- und Politikwissenschaften bestanden hatte, ging Martinez nach Marokko. Dort war er von 1976 bis 1980 Studienleiter der Verwaltungshochschule École nationale d'administration (ENA) in Rabat. Nach seiner Rückkehr nach Frankreich erhielt er 1983 eine Professur an der Juristischen Fakultät der Universität Paris II. 1985 begann Martinez, sich politisch für die Front National zu engagieren, wurde Mitglied der Nationalversammlung (1986–1988) für das Département Hérault und 1989 Mitglied des Europaparlaments. Weiterhin war Martinez von 1992 bis 2004 Mitglied des Regionalrats von Languedoc-Roussillon.
Jean-Claude Martinez ist Autor mehrerer Sachbücher mit Schwerpunkt Finanzpolitik. 